# Pherosphaera hookeriana
Pherosphaera hookeriana är en barrträdart som beskrevs av William Archer. Pherosphaera hookeriana ingår i släktet Pherosphaera och familjen Podocarpaceae. IUCN kategoriserar arten globalt som livskraftig. Inga underarter finns listade i Catalogue of Life.